# Bythocrotini
Bythocrotini è una tribù di ragni appartenente alla Sottofamiglia Plexippinae della Famiglia Salticidae dell'Ordine Araneae della Classe Arachnida.

## Distribuzione
L'unico genere oggi noto di questa tribù è un endemismo dell'isola Hispaniola.

## Tassonomia
A dicembre 2010, gli aracnologi riconoscono 1 solo genere appartenente a questa tribù:
- Bythocrotus Simon, 1903 — Hispaniola (1 specie)